# Средняя улица (Пушкин)
Сре́дняя улица — улица в городе Пушкине (Пушкинский район Санкт-Петербурга). Проходит от Дворцовой улицы до Набережной улицы. Далее продолжается Советским переулком.

## История
Название Средняя улица появилось в 1750-х годах, поскольку она располагалась между Передней (ныне Садовой) и Малой улицами.
20 апреля 1918 года её переименовали в улицу Ли́дии Суховой. 4 сентября 1919 года дано название улица Коммуна́ров.
7 июля 1993 года улица вновь стала Средней.

## Перекрёстки
- Дворцовая улица
- Церковная улица
- Лицейский переулок
- Леонтьевская улица
- Оранжерейная улица
- Конюшенная улица

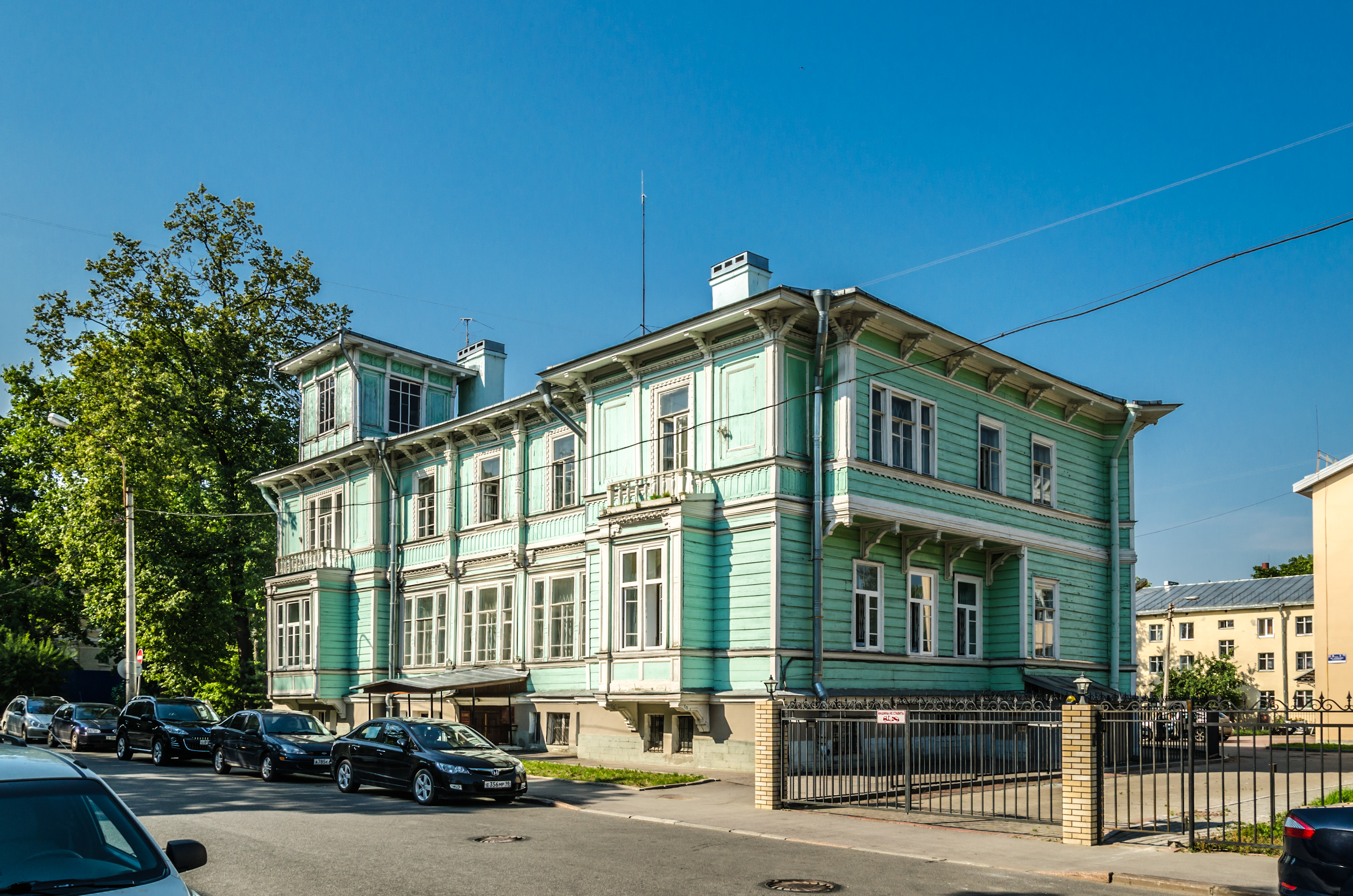
Усадьба М. А. Паткуль (Средняя улица, дом № 8)

- Набережная улица / Советский переулок

## Здания и сооружения
По нечётной стороне
- № 1-3 — Царскосельское дворцовое правление
- № 11 — дом Давыдовых
- № 17/6 — дом Малышева

По чётной стороне
- № 4 — дом Теппера де Фергюсона
- № 8 — усадьба Паткуль
- № 24, 26/8 — усадьба Брылкина